# 鲁不鲁乞

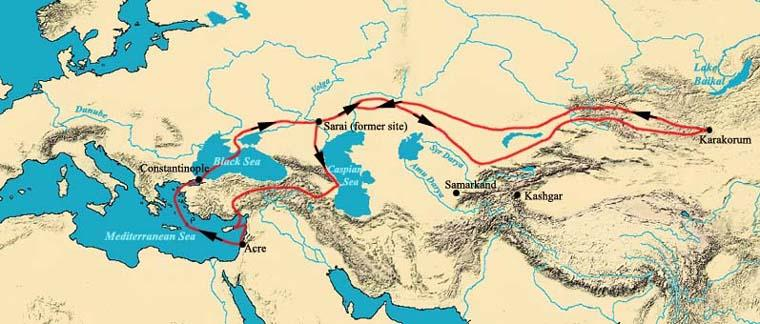
1253年至1255年間，鲁不鲁乞的旅行路线

鲁不鲁乞（Rubruquis，约1220年-约1293年），全名纪尧姆·德·卢布鲁克（法語：Guillaume de Rubrouck/Rubroeck），法国方济各会教士，1252年曾受法国国王路易九世派遣出使蒙古帝国，抵达其首都哈拉和林并见到蒙古大汗蒙哥。著有《鲁不鲁乞东游记》。他的游记和马可波罗的游记，启发了英国人約翰·曼德維爾创作《约翰·曼德维尔爵士航海及旅行记》，唤起了西方人对东方的向往。
鲁不鲁乞是欧洲第四次正式派往蒙古帝国的使者。在他之前，还有1245年的柏郎嘉宾和阿思凌·隆巴儿底，以及1249年的安德·龙如美。

## 生平
卢布鲁克生平不详。从其名字看来，可能生于法属佛兰德卡塞勒附近的吕布鲁克。他是法国国王路易九世的朋友，1248年仲夏，鲁不鲁乞与率十字军东征的国王同行，并到达塞浦路斯境内。期间，路易九世风闻蒙古帝国成吉思汗的一位后裔、欽察汗拔都之子撒里答刚刚归化基督教，故而派遣鲁布鲁克前往蒙古传教；1253年5月7日，鲁布鲁克从君士坦丁堡启程，先是造訪了欽察汗國，接著前至當時蒙古帝国的首都哈拉和林會見蒙古大汗蒙哥。

## 参看
- 柏郎嘉宾